# Begue Palam
Begue Palam  (ou Bigue Palam, Plam) est une localité du Cameroun située dans la commune de Kai-Kai, le département du Mayo-Danay et la Région de l'Extrême-Nord, à proximité de la frontière avec le Tchad.

## Population
En 1967 la localité comptait 2 019 habitants, principalement Mousgoum.
Lors du recensement de 2005, on y a dénombré 4 788 personnes.

## Infrastructures
Begue Palam est doté d'un lycée public d'enseignement général qui accueille les élèves de la 6e à la Terminale.